# Erhard Großmann
Erhard Großmann (* 17. Januar 1936 in Dresden; † 11. November 2023) war ein deutscher Maler und Grafiker.

## Leben und Werk
Nach dem Abschluss der Grundschule machte Großmann von 1950 bis 1953 in Dresden eine Lehre als Farblithograf. Von 1953 bis 1956 besuchte er die Arbeiter- und Bauern-Fakultät für Bildende Künste an der Hochschule für Bildende Künste Dresden. Anschließend studierte er bis 1961 an der Hochschule bei Erich Fraaß, Rudolf Bergander und Hans Theo Richter Malerei. Für seine Diplomarbeit schuf er das Ölgemälde „Nach der Versammlung auf dem Lande“. Seit 1961 war Großmann als Maler und Grafiker freischaffend tätig, zuerst in Neubrandenburg und seit 1990 in Cosa (Friedland). In Neubrandenburg schuf er von 1967 bis 1982 auch mehrere Wandbilder im öffentlichen Raum. Für den Broterwerb arbeitete er zeitweilig u. a. im Zentrum Bildende Kunst Neubrandenburg.
Großmann erhielt in der DDR eine Anzahl staatlicher und gesellschaftlicher Auszeichnungen. Er war ein typischer Vertreter des sozialistischen Realismus in der Malerei.

## Mitgliedschaften
- bis 1990 Mitglied im Verband Bildender Künstler der DDR
- Mitglied im Künstlerbund Mecklenburg und Vorpommern e.V.[3]

## Rezeption
„Sein Schaffen ist dem Realismus verpflichtet und von einer großen Kontinuität. Zahlreiche Landschaften und figürliche Darstellungen, vor allem weibliche Akte, kennzeichnen sein Œuvre.“

## Werke (Auswahl)

### Tafelbilder (Auswahl)
- Brigade vom LTW Prenzlau (Öl, 1966/1967; 1967/1968 ausgestellt auf der IV. Deutschen Kunstausstellung in Dresden; im Bestand des Kunstarchivs Beeskow)[5][6]
- Stehendes Mädchen (Öl, 1966; 1967/1968 ausgestellt auf der IV. Deutschen Kunstausstellung in Dresden)[7]
- Tadshikistan (Tempera, 1975; Arbeit für die Galerie im Palast der Republik, Berlin)[8]

### Werke im öffentlichen Raum (Auswahl)
- Ein Sommertag (Wandbild im Speisesaal einer Neubrandenburger Schule; Tempera, 1968; 2011 zerstört)[9][10]
- Kinder-Träume-Zukunft (Entwürfe für ein Wandbild in einer Neubrandenburger Schülergaststätte. Unterglasmalerei auf Meißner Kacheln; 1972)[11]

### Grafik (Auswahl)
- Ein Tag in der Familie (Folge von acht Aquatinta-Radierungen, 1969; Auftragsarbeit für den Demokratischen Frauenbund Deutschlands) u. a.[12]
- Bei Freunden (Federzeichnung, 1970; 1972/1973 ausgestellt auf der VII. Kunstausstellung der DDR)[13]
- Närrisches Treiben (Aquatinta, 1971)[14]
- Liegender weiblicher Akt (Zeichnung, Rötel und Kohle, 1983; im Bestand des Otto-Dix-Hauses Gera)[15]
- Herbstliches Stillleben (Aquarell, 1983; im Bestand des Otto-Dix-Hauses Gera)[15]

### Buchillustrationen (Auswahl)
- Helmut Sakowski: Zwei Zentner Leichtigkeit. Geschichten. Verlag Neues Leben, Berlin, 1970
- Joachim Winkler: Die schönsten Sagen aus der Mark Brandenburg. Brandenburgisches Verlagshaus, Berlin, 1993

## Einzelausstellungen (Auswahl)
- 1969 Schwerin, Staatliches Museum Schwerin,
- 1969 Frankfurt (Oder), Galerie Junge Kunst
- 1969 Schwedt, Kunsthaus
- 1972 Rostock, Kunsthalle Rostock
- 1975 Röbel, Kulturhaus
- 1977 Neustrelitz, Museum Neustrelitz
- 1986 Neubrandenburg, Haus der Kultur und Bildung
- 1992 Zislow, Dorfkirche
- 1993 Neubrandenburg, Galerie am Friedländer Tor (Arbeiten auf Papier)
- 1996 Neubrandenburg, Kunstsammlung Neubrandenburg
- 2016 Neubrandenburg, Kunstsammlung Neubrandenburg